# کاروالهو (بازیکن فوتسال ارمنستانی)
کاروالهو   (پرتغالی: João Guilherme Carvalho زاده ۲ مهٔ ۱۹۹۷) بازیکن فوتسال  اهل ارمنستان است. 

## باشگاهی
از باشگاه‌هایی که در آن بازی کرده‌است می‌توان به باشگاه فوتسال گازپروم اوگرا اشاره کرد.

## تیم ملی
وی همچنین در تیم ملی فوتسال ارمنستان بازی کرده‌است. 